# Cangetta primulina
Cangetta primulina is een vlinder (nachtvlinder) uit de familie van de grasmotten (Crambidae). De wetenschappelijke naam van deze soort is voor het eerst voorgesteld als Endotricha primulina door George Francis Hampson in een publicatie uit 1916.
De soort komt voor in Kameroen.